# 24 ur Le Mansa 1965
24 ur Le Mansa 1965 je bila triintrideseta vzdržljivostna dirka 24 ur Le Mansa. Potekala je 19. in 20. junija 1965.

## Rezultati

### Uvrščeni
| Poz | Razred | Št | Moštvo                            | Dirkači                              | Šasija                       | Motor               | Krogi |
| --- | ------ | -- | --------------------------------- | ------------------------------------ | ---------------------------- | ------------------- | ----- |
| 1   | P 5.0  | 21 | North American Racing Team (NART) | Masten Gregory Jochen Rindt Ed Hugus | Ferrari 250LM                | Ferrari 3.3L V12    | 348   |
| 2   | P 5.0  | 26 | Pierre Dumay                      | Pierre Dumay Gustave Gosselin        | Ferrari 250LM                | Ferrari 3.3L V12    | 343   |
| 3   | GT 5.0 | 24 | Ecurie Francorchamps              | Willy Mairesse Jean Blaton           | Ferrari 275 GTB              | Ferrari 3.3L V12    | 340   |
| 4   | P 2.0  | 32 | Porsche System Engineering        | Herbert Linge Peter Nöcker           | Porsche 904/6                | Porsche 2.0L Flat-6 | 336   |
| 5   | GT 2.0 | 36 | Porsche System Engineering        | Gerhard Koch Anton Fischhaber        | Porsche 904/4 GTS            | Porsche 2.0L Flat-4 | 325   |
| 6   | P 5.0  | 27 | Scuderia Filipinetti              | Dieter Spoerry Armand Boller         | Ferrari 250LM                | Ferrari 3.3L V12    | 324   |
| 7   | P 5.0  | 18 | North American Racing Team (NART) | Pedro Rodríguez Nino Vaccarella      | Ferrari 365 P1/P2 Spyder     | Ferrari 4.4L V12    | 320   |
| 8   | GT 5.0 | 11 | AC Cars Ltd.                      | Jack Sears Richard Thompson          | Shelby Cobra Daytona         | Ford 4.7L V8        | 304   |
| 9   | P +5.0 | 3  | Iso Prototip Bizzarrini           | Réfis Fraissinet Jean de Mortemart   | Iso Grifo A3C                | Chevrolet 5.4L V8   | 303   |
| 10  | P 2.0  | 31 | Owen Racing Organisation          | Graham Hill Jackie Stewart           | Rover-BRM                    | Rover 2.0L Turbine  | 284   |
| 11  | GT 2.0 | 39 | British Motor Corporation         | Paddy Hopkirk Andrew Hedges          | MG B Hardtop                 | MG 1.8L I4          | 283   |
| 12  | P 1.3  | 49 | Donald Healey Motor Company       | Paul Hawkins John Rhodes             | Austin-Healey Sprite Sebring | BMC 1.3L I4         | 278   |
| 13  | GT 1.3 | 60 | Standard-Triumph Ltd.             | Jean-Jacques Thuner Simo Lampinen    | Triumph Spitfire             | Triumph 1.1L I4     | 274   |
| 14  | GT 1.3 | 54 | Standard-Triumph Ltd.             | Claude Dubois Jean-François Piot     | Triumph Spitfire             | Triumph 1.1L I4     | 263   |

### Odstopi
| Poz | Razred | Št | Moštvo                                         | Dirkači                                 | Šasija                       | Motor                   | Krogi |
| --- | ------ | -- | ---------------------------------------------- | --------------------------------------- | ---------------------------- | ----------------------- | ----- |
| 15  | P 5.0  | 20 | SpA Ferrari SEFAC                              | Mike Parkes Jean Guichet                | Ferrari 330 P2 Spyder        | Ferrari 4.0L V12        | 315   |
| 16  | P 1.3  | 48 | Donald Healey Motor Company                    | Rauno Aaltonen Clive Baker              | Austin-Healey Sprite Sebring | BMC 1.3L I4             | 256   |
| 17  | P 5.0  | 19 | SpA Ferrari SEFAC                              | John Surtees Ludovico Scarfiotti        | Ferrari 330 P2 Spyder        | Ferrari 4.0L V12        | 225   |
| 18  | GT 2.0 | 37 | Auguste Veuillet                               | Robert Buchet Ben Pon                   | Porsche 904/4 GTS            | Porsche 2.0L Flat-4     | 224   |
| 19  | P 5.0  | 22 | SpA Ferrari SEFAC                              | Lorenzo Bandini Giampiero Biscaldi      | Ferrari 275 P2               | Ferrari 3.3L V12        | 221   |
| 20  | GT 2.0 | 44 | Equipe Grand Ducale Luxembourgeoise            | Nicholas Koob Alain Finkelstein         | Alfa Romeo Giulia TZ/1       | Alfa Romeo 1.6L I4      | 218   |
| 21  | GT 2.0 | 41 | Autodelta SpA                                  | Roberto Bussinello Jean Rolland         | Alfa Romeo Giulia TZ/2       | Alfa Romeo 1.6L I4      | 217   |
| 22  | GT 5.0 | 9  | Shelby-American Inc.                           | Jerry Grant Dan Gurney                  | Shelby Cobra Daytona         | Ford 4.7L V8            | 204   |
| 23  | P 2.0  | 35 | Porsche System Engineering                     | Günther Klass Dieter Glemser            | Porsche 904/6                | Porsche 2.0L Flat-6     | 202   |
| 24  | P 1.3  | 47 | Société Automobiles Alpine                     | Roger Delageneste Jean Vinatier         | Alpine M65                   | Renault-Gordini 1.3L I4 | 196   |
| 25  | GT 1.3 | 55 | Société Automobiles Alpine                     | Jacques Cheinisse Jean-Pierre Hanrioud  | Alpine A110 M64              | Renault-Gordini 1.1L I4 | 196   |
| 26  | P 1.15 | 61 | Société Automobiles Alpine                     | Pierre Monneret Robert Bouharde         | Alpine M63B                  | Renault-Gordini 1.0L I4 | 187   |
| 27  | GT 5.0 | 10 | Shelby-American Inc.                           | Bob Johnson Tom Payne                   | Shelby Cobra Daytona         | Ford 4.7L V8            | 158   |
| 28  | P 1.15 | 51 | Société Automobiles Alpine                     | Roger Masson Guy Verrier                | Alpine M64                   | Renault-Gordini 1.1L I4 | 148   |
| 29  | P 5.0  | 25 | Ecurie Francorchamps                           | Gerhard Langlois van Ophem Leon Dernier | Ferrari 250LM                | Ferrari 3.3L V12        | 146   |
| 30  | GT 2.0 | 38 | "Franc"                                        | Jacques Dewez Jean Kerguen              | Porsche 904/4 GTS            | Porsche 2.0L Flat-4     | 130   |
| 31  | GT 5.0 | 59 | Scuderia Filipinetti                           | Peter Harper Peter Sutcliffe            | Shelby Cobra Daytona         | Ford 4.7L V8            | 126   |
| 32  | P 1.15 | 50 | Société Automobiles Alpine                     | Philippe Vidal Peter Revson             | Alpine M64                   | Renault-Gordini 1.1L I4 | 116   |
| 33  | GT 5.0 | 12 | Ford France S.A.                               | Jo Schlesser Allen Grant                | Shelby Cobra Daytona         | Ford 4.7L V8            | 111   |
| 34  | P 5.0  | 17 | Maranello Concessionaires Ltd.                 | David Piper Jo Bonnier                  | Ferrari 365 P2               | Ferrari 4.4L V12        | 101   |
| 35  | P 5.0  | 23 | Maranello Concessionaires Ltd.                 | Lucien Bianchi Michael Salmon           | Ferrari 250LM                | Ferrari 3.3L V12        | 99    |
| 36  | P +5.0 | 2  | Shelby-American Inc.                           | Phil Hill Chris Amon                    | Ford GT40 Mk.II              | Ford 7.0L V8            | 89    |
| 37  | GT 5.0 | 14 | Ford Advanced Vehicles / Alan Mann             | Sir John Whitmore Innes Ireland         | Ford GT40 Mk.I               | Ford 4.7L V8            | 72    |
| 38  | GT 1.3 | 52 | Standard Triumph Ltd.                          | David Hobbs Rob Slotemaker              | Triumph Spitfire             | Triumph 1.1L I4         | 71    |
| 39  | P +5.0 | 1  | Shelby-American Inc.                           | Ken Miles Bruce McLaren                 | Ford GT40 Mk.II              | Ford 7.0L V8            | 45    |
| 40  | P 1.3  | 46 | Société Automobiles Alpine                     | Marco Bianchi Henri Grandsire           | Alpine M65                   | Renault-Gordini 1.3L I4 | 32    |
| 41  | P +5.0 | 6  | Scuderia Filipinetti Shelby-American Inc.      | Herbert Müller Ronnie Bucknum           | Ford GT40 Mk.I               | Ford 5.3L V8            | 29    |
| 42  | P 5.0  | 7  | R.R.C. Walker Racing Team Shelby-American Inc. | Bob Bondurant Umberto Maglioli          | Ford GT40 Mk.I               | Ford 4.7L V8            | 29    |
| 43  | P 2.0  | 30 | Anglian Racing Developments                    | Richard Wrottesley Tony Lanfranchi      | Elva GT160                   | BMW 2.0L I4             | 29    |
| 44  | GT 2.0 | 42 | Autodelta SpA                                  | Giacomo Russi Carlo Zuccoli             | Alfa Romeo Giulia TZ/2       | Alfa Romeo 1.6L I4      | 22    |
| 45  | P 2.0  | 33 | Porsche System Engineering                     | Colin Davis Gerhard Mitter              | Porsche 904/8                | Porsche 2.0L Flat-8     | 20    |
| 46  | GT 2.0 | 62 | Christian Poirot                               | Christian Poirot Rolf Stommelen         | Porsche 904/4 GTS            | Porsche 2.0L Flat-4     | 13    |
| 47  | P 5.0  | 15 | Ford France S.A.                               | Maurice Trintignant Guy Ligier          | Ford GT40 Roadster           | Ford 4.7L V8            | 11    |
| 48  | GT 1.3 | 53 | Standard Triumph Ltd.                          | Peter Bolton William Bradley            | Triumph Spitfire             | Triumph 1.1L I4         | 6     |
| 49  | P +5.0 | 8  | J.H. Simone                                    | Jo Siffert Jochen Neerpasch             | Maserati Tipo 65             | Maserati 5.0L V8        | 3     |
| 50  | P 1.6  | 40 | SpA Dino SEFAC                                 | Giancarlo Baghetti Mario Casoni         | (Ferrari) Dino 166P          | Dino 1.6L V6            | 2     |
| 51  | GT 2.0 | 43 | Autodelta SpA                                  | Teodore Zeccoli José Rosinski           | Alfa Romeo Giulia TZ/2       | Alfa Romeo 1.6L I4      | 1     |

### Statistika
- Najboljši štartni položaj - #2 Shelby-American Inc. - 3:33.0
- Najhitrejši krog - #2 Shelby-American Inc. - 3:37.5
- Razdalja - 4677.11km
- Povprečna hitrost - 194.88km/h

### Dobitniki nagrad
- Index of Performance - #32 Porsche System Engineering
- Index of Thermal Efficiency - #36 Porsche System Engineering